# Iglesia Metodista de Bray
La iglesia metodista de Bray es un templo de comunión metodista perteneciente a la Iglesia Metodista de Irlanda, situado en la calle Eglington Road, en el centro histórico de Bray (Condado de Wicklow), Irlanda. 

## Historia
La iglesia fue construida en 1864 en estilo neogótico irlandés por el arquitecto irlandés Alfred Gresham Jones. Fue levantada con material de granito y piedra arenisca. 
La fachada principal posee un arco neogótico rematado con puertas de madera y un rosetón en el centro ornamentado con vidrieras. Las ventanas son de arco apuntado con tracería geométrica. El techo, con vertiente a dos aguas, está rematado en pizarra. La iglesia posee una pequeña casa-abadía anexa con el mismo estilo arquitectónico rematada por una chimenea de granito. 
La iglesia está retranqueada respecto a la calle y rodeada por árboles y setos y un muro de piedra rematado con una verja de hierro forjado. El templo posee dos fachadas, la fachada principal recayente a Eglington Road y la lateral a Florence Road. Su estado de conservación es bueno.